# Keith Rowe (musicien)
Pour les articles homonymes, voir Keith Rowe et Rowe.
Keith Rowe, (né le 16 mars 1940 à Plymouth), est un musicien britannique d'improvisation libre par le biais de guitare préparée et peintre.

## Biographie
Keith Rowe suit une école d'art à Plymouth durant les années 1950. Durant les cours de peinture, il fait la rencontre de Mike Westbrook. Il joue alors ensemble au sein d'un groupe de jazz. Keith Rowe y joue de la guitare pour la première fois avec notamment Lou Gare, futur membre de AMM. Il ne suit pas de cours de guitare mais écoute et reproduit pendant environ cinq ans, quatre ou cinq heures par jour, Charlie Christian, Barney Kessel et Wes Montgomery. À l’aube des années 1960, fasciné par le piano préparé de John Cage, mais aussi par des artistes visuels comme Jackson Pollock, Marcel Duchamp, Keith Rowe commence à appliquer des procédés inédits à la guitare: « Comme Pollock, il me fallut abandonner la technique ». Influencé par la peinture il traduit des dessins de Paul Klee en tablature de guitare. Ses nouvelles explorations l'ont mené vers une conception de l'instrument comme étant essentiellement une source sonore à travers notamment la guitare préparée. 
En 1965, il fonde avec Lou Gare et Eddie Prévost, le groupe AMM qui fut l'un des groupes les plus déterminant dans l’expansion des musiques d’avant-garde en Grande-Bretagne. Rapidement le trio devient un ensemble où joueront notamment Cornelius Cardew, Lawrence Sheaff, Christopher Hobbs, Christian Wolff, Rohan de Saram, Ian Mitchell et John Tilbury. Keith Rowe en est membre de 1965 à 1972 et de 1975 à 2004.
Depuis les années 1990, Keith Rowe multiplie les collaborations et enregistre de nombreux albums dans les années 2000 avec des musiciens tels que Taku Sugimoto, Toshimaru Nakamura, Otomo Yoshihide, Günter Müller, Oren Ambarchi, Burkhard Beins, Axel Dörner, etc. Il joue toujours au sein d'un collectif, MIMEO avec Phil Durrant, Christian Fennesz, Cor Fuhler, Thomas Lehn, Kaffe Matthews, Jérôme Noetinger, Gert-Jan Prins, Peter Rehberg, Marcus Schmickler, Rafael Toral et Markus Wettstein.

## Discographie (partielle)

### En solo ou en collaboration
| - 1984 : Supersession avec Evan Parker, Barry Guy et Eddie Prévost - Matchless MRCD17. - 1989 : A dimension of perfectly ordinary reality - Matchless MR19. - 1993 : Dial: Log-Rhythm avec Jeffrey Morgan - Matchless MRCD36. - 1999 : City music for electric guitar (7) - Table of the elements. - 2000 : Afternoon tea avec Oren Ambarchi, Fennesz, Pimmon et Peter Rehberg - Ritornel RIT 14. - 2000 : Dark Rags avec Evan Parker - Potlatch - 2000 : Harsh, Guitar Solo - Grob 209 - 2000 : The world turned upside down avec Günter Müller et Taku Sugimoto - Erstwhile Records 005 - 2000 : With hidden noise avec Kim Cascone - Anechoic a002. - 2001 : Grain avec Burkhard Beins - Zarek 06. - 2001 : Weather sky avec Toshimaru Nakamura - Erstwhile Records 018. - 2001 : Honey pie avec Oren Ambarchi et Robbie Avenaim - GROB 648. - 2002 : The difference between a fish avec Michel Doneda et Urs Leimgruber - Potlatch P 302. - 2002 : Ajar avec Otomo Yoshihide et Taku Sugimoto - Alcohol ALORS1CD. - 2002 : Thumb avec Oren Ambarchi, Sachiko M, Otomo Yoshihide et Robbie Avenaim - GROB 432. - 2002 : Flypaper avec Oren Ambarchi - staubgold 32 - 2003 : Duos For Doris avec John Tilbury - Erstwhile Records 030. - 2003 : Rabbit Run avec Thomas Lehn et Marcus Schmickler - Erstwhile Records 027. - 2003 : 29 October 2001 - Sound 323 [2]. - 2004 : Live at the LU avec Christian Fennesz - Erstwhile Records 043. - 2004 : A view from the window avec Axel Dörner et Franz Hautzinger - Erstwhile Records 041. - 2004 : Untitled avec Burkhard Beins - Erstwhile Records Erstlive 001. - 2004 : Untitled avec Toshimaru Nakamura, Thomas Lehn et Marcus Schmickler - Erstwhile Records Erstlive 002. - 2005 : Fibre avec Günter Müller et Thomas Korber - For 4 Ears CD 1657. - 2005 : Untitled avec Sachiko M, Toshimaru Nakamura et Otomo Yoshihide - Erstwhile Records Erstlive 005-3 - 2005 : 4G avec Fennesz, Oren Ambarchi et Toshimaru Nakamura - Erstwhile Records Erstlive 046-2. | - 2006 : Untitled avec Mark Wastell - Confront - 2006 : Debris Field Ambient Wash avec Loren Chasse, Phil Mouldycliff et Colin Potter - ICR 53 - 2006 : Squire avec Oren Ambarchi - For 4 Ears CD 1762. - 2006 : Tensions avec Perlonex et Charlemagne Palestine - Nexsound - 2006 : Between avec Toshimaru Nakamura - Erstwhile Records 050-2. - 2007 : Untitled avec Annette Krebs, David Lacey et Paul Vogel - Homefront - 2007 : The room - Erstwhile Records ErstSolo 001. - 2008 : 3D avec Seymour Wright - W.M.O./r - 2008 : Untitled avec Taku Unami - Erstwhile Records Erstlive 006. - 2008 : Untitled - Erstwhile Records Erstlive 007. - 2009 : Untitled avec Toshimaru Nakamura - Erstwhile Records Erstlive 008. - 2009 : Contact avec Sachiko M - Erstwhile Records 054-2 - 2010 : Atomy (1678) - Onement - 2010 : Küchen_Rowe_Wright avec Martin Küchen et Seymour Wright - Another Timbre at29. - 2011 : E.E. Tension And Circumstance avec John Tilbury - Potlatch P311 - 2011 : Concentration Of The Stare - Bottrop-Boy - 2011 : Φ avec Radu Malfatti - Erstwhile 060-3. - 2012 : September - Erstwhile Records ErstLive 011. - 2012 : Untitled avec Christian Wolff - Erstwhile Records ErstLive 010. - 2012 : Black Plume avec Oren Ambarchi et Crys Cole - Bocian records - 2013 : Kannazuki No Uta avec Andrew Deutsch et Yuya Ota - Institute For Electronic Arts - 2013 : Making A avec Graham Lambkin - Erstwhile Records 067 - 2013 : Shifting Currents avec Rick Reed et Bill Thompson - Mikroton Recordings |

### AvecAMM
| - 1967 : AMMMusic - Elektra, réédition sur ReR Megacorp/Matchless. - 1970 : Live Electronic Music Improvised avec Musica Elettronica Viva - Mainstream MS 5002 (USA). - 1980 : It Had Been An Ordinary Enough Day In Pueblo, Colorado - Japo - 1981 : The Crypt - 12th June 1968 - Matchless - 1983 : Generative Themes - Matchless - 1987 : The Inexhaustible Document - Matchless - 1988 : Irma avec Tom Phillips - Matchless - 1990 : Combine And Laminates - Pogus Productions - 1991 : The Nameless Uncarved Block - Matchless | - 1993 : Newfoundland - Matchless - 1996 : From A Strange Place - P.S.F. Records - 1996 : Laminal - Matchless - 1996 : Live In Allentown USA - Matchless - 1997 : Before Driving To The Chapel We Took Coffee With Rick And Jennifer Reed - Matchless - 2001 : Tunes Without Measure Or End - Matchless - 2001 : Fine - Matchless - 2003 : AMM - Formanex - Fibrr Records - 2005 : Apogee avec Musica Elettronica Viva - Matchless |

### Avec MIMEO
- 1998 : Queue - Perdition plastics Per 009/GROB 005.
- 1999 : Electric chair and table - GROB 206/7. MIMEO.
- 2001 : The hands of Caravaggio avec John Tilbury - Erstwhile Records 021.
- 2004 : Lifting Concrete Lightly - Serpentine Gallery
- 2007 : Sight - Cathnor Recordings Cath004.
- 2011 : Wigry - Bôłt et Monotype Records